# Dicranomyia (Dicranomyia) muliercula
Dicranomyia (Dicranomyia) muliercula is een tweevleugelige uit de familie steltmuggen (Limoniidae). De soort komt voor in het Neotropisch gebied.